# Pilodius paumotensis
Pilodius paumotensis is een krabbensoort uit de familie van de Xanthidae. De wetenschappelijke naam van de soort is voor het eerst geldig gepubliceerd in 1907 door Mary Jane Rathbun.
De soort werd in 1899 verzameld bij de eilanden Fakarava en Makemo in de Tuamotu-archipel (die toen Paumotus werd genoemd) tijdens een expeditie naar de Stille Oceaan onder leiding van Alexander Agassiz.